# Bangor City FC
A Bangor City Football Club egy walesi labdarúgócsapat. 1876-ban alapították Bangor Football Club néven. Hazai meccseiket az 1500 fő befogadására alkalmas Farrar Roadon játsszák.

## Története
A Bangor City Wales egyik legrégebben alapított labdarúgócsapata, mely története során többször szerepelt az európai kupasorozatokban. 1962-ben megnyerték a Walesi Kupát, így kvalifikálták magukat a KEK-re, ahol a Napolival sorsolták össze őket. Mindenki biztos volt az olaszok kiütéses győzelmében, hiszen a nápolyiakat akkor a világ egyik legjobb csapatának tartották. Hatalmas meglepetésre a Bangor hazai pályán 2-0-ra nyert. A 88 ezer néző előtt rendezett visszavágón a Napoli 3-1-es győzelmet aratott. A mai szabályok értelmében a Bangornak kellett volna továbbjutnia idegenben lőtt gólja miatt, akkor viszont a 3-3-as összesítés miatt rendeztek egy harmadik, mindent eldöntő találkozót, ahol a Napoli 2-1-re nyert.
1985-ben a csapat ismét indult a KEK-ben. A Fredrikstaddal kerültek össze, akiket 1-1-gyel, idegenben lőtt gólnak köszönhetően ki is ejtettek. A következő körben egy sokkal nagyobb ellenfél, az Atlético Madrid várt rájuk. A City hazai pályán 2-0-ra kikapott, a visszavágón pedig mindössze 1-0-s vereséget szenvedett, amivel nagy elismerést vívott ki magának.
A Bangor 1994-ben walesi bajnokként az UEFA-kupában indult, ellenfele az izlandi IA Akranes volt. Az UEFA akkori szabályai szerint egy csapatban csak három külföldi játszhatott, a bangoriaknak viszont rengeteg angol játékosa volt, így csak egy viszonylag gyenge csapatot tudtak pályára küldeni. Az Akranes kettős győzelemmel, 4-1-es összesítéssel ejtette ki őket.
Egy évvel később ismét bajnokok lettek, ezúttal a Widzew Łódź csapatával kerültek össze, mely korábban a Liverpoolt és a Manchester Unitedet is legyőzte. Könnyedén, 5-0-s összesítéssel verték a Bangort. 1998-ban a City kupagyőztesként ismét a KEK-ben indult. A kupagyőzelem után sok játékos és a menedzser is elhagyta a csapatot, így az FC Haka ellen már egy jelentősen meggyengült Bangor lépett pályára, mely 3-0-s összesítéssel ki is esett.
2006-ban bejutottak a Walesi Kupa döntőjébe, ahol kikaptak a Rhyltől. Két évvel később aztán a Llanellit verve történetük során hatodszor elhódították a kupát. Az UEFA-kupában az FC Midtjylland várt rájuk. Hazai pályán 6-1-re, idegenben pedig 4-0-ra kaptak ki. 2009-ben újra kupagyőztesek lettek, így indulhatnak az Európa-ligában.

## Stadion
A Bangor City 1920 óta a Ferrar Roadon játssza hazai mérkőzéseit. A 2009/10-es idény elején új stadionba a Nanporthba költöznek, melyben 800 ülőhely várja majd a nézőket.

## Sikerek
Walesi bajnok (3):
1993-94, 1994-95, 2010–11
Walesikupa-győztes (7):
1888-89, 1895-96, 1961-62, 1997-98, 1999-2000, 2007-2008, 2008-09, 2009–10
A Northern Premier League bajnoka:
1981-82
A Northern Premier League Cup győztese:
1968-69
A North Wales Coast League bajnoka:
1895-96, 1899-1900, 1903-04, 1904-05, 1905-06, 1907-08, 1918-19
A N.Wales Coast Challenge Cup győztese:
1926-27, 1935-36, 1936-37, 1937-38, 1946-47, 1951-52, 1957-58, 1964-65, 1967-68, 1992-93, 1998-99, 2004-05

## Jelenlegi keret
| # |        | Poszt | Név              |
| - | ------ | ----- | ---------------- |
|   | Wales  | K     | Paul Smith       |
|   | Anglia | V     | Martin Beattie   |
|   | Wales  | V     | Jamie Brewerton  |
|   | Anglia | V     | Peter Hoy        |
|   | Wales  | V     | Michael Johnston |
|   | Anglia | V     | David Swanick    |
|   | Wales  | V     | Gareth Sharpe    |
|   | Wales  | KP    | Sion Edwards     |
|   | Anglia | KP    | Stuart Cook      |
|   | Anglia | KP    | Kieran Killackey |

| # |        | Poszt | Név                 |
| - | ------ | ----- | ------------------- |
|   | Wales  | KP    | Marc Limbert        |
|   | Wales  | KP    | Godwill Moraka      |
|   | Anglia | KP    | Christian Seargeant |
|   | Japán  | KP    | Caio Iwan           |
|   | Anglia | KP    | Michael Walsh       |
|   | Anglia | KP    | Andy Mitchell       |
|   | Wales  | CS    | Les Davies          |
|   | Wales  | CS    | Kevin Lloyd         |
|   | Skócia | CS    | Chris Sharp         |
|   | Anglia | CS    | Paul McManus        |

## Korábbi híres játékosok
- Clayton Blackmore
- Peter Corr
- Carl Dale
- Marc Lloyd-Williams
- Steve O'Shaughnessy
- Lee Martin
- Mark Palios
- Ray Stubbs
- Eamon O'Keefe
- Neville Southall
- Dai Davies
- John McClelland
- Peter Sutcliffe
- Stan Edwards
- Dele Adebola
- Barry Ashworth